# فیونا گادلی
فیونا گادلی (به انگلیسی: Fiona Godlee) ‏ (۴ اوت ۱۹۶۵) پزشک و پژوهشگر بریتانیایی که از سال ۲۰۰۵ سردبیر هفته‌نامه بی‌ام‌جی (به انگلیسی: British Medical Journal) است. او به عنوان اولین زنی است که به این سمت رسیده‌است. 

## تحصیلات
گادلی مدرک دکترای پزشکی خود را در سال ۱۹۸۵ از دانشکده پزشکی دانشگاه کمبریج دریافت کرد. او عضو کالج سلطنتی پزشکان بریتانیا است. او در سال ۱۹۹۴ یکسال را در دانشگاه هاروارد جهت کم‌کردن فاصله طبابت و پژوهش گذراند. تلاش‌های او پس از بازگشت به بریتانیا منجر به راه‌اندازی بی‌ام‌جی کلینکال اویدنس شد که در حال حاضر آخرین تجربیات بالینی پزشکان از سراسر دنیا را به ۹ زبان ارائه می‌دهد. 